# Redding (Califòrnia)
Redding és una població dels Estats Units a l'estat de Califòrnia. Segons el cens del 2000 tenia 80.865 habitants.

## Demografia
Segons el cens del 2000, Redding tenia 80.865 habitants, 32.103 habitatges, i 20.995 famílies. La densitat de població era de 534,3 habitants/km².
Per edats la població es repartia de la següent manera: un 26,1% tenia menys de 18 anys, un 9,7% entre 18 i 24, un 26,4% entre 25 i 44, un 22,2% de 45 a 60 i un 15,5% 65 anys o més.
L'edat mediana era de 37 anys. Per cada 100 dones de 18 o més anys hi havia 87,5 homes.
La renda mediana per habitatge era de 34.194 $ i la renda mediana per família de 41.164 $. Els homes tenien una renda mediana de 35.985 $ mentre que les dones 24.652 $. La renda per capita de la població era de 18.207 $. Entorn de l'11,3% de les famílies estaven per davall del llindar de pobresa.

## Poblacions més properes
El següent diagrama mostra les poblacions més properes.